# El cigne
El cigne (títol original en anglès The Swan) és una pel·lícula estatunidenca dirigida per Charles Vidor, estrenada el 1956 i doblada al català.
És un remake de la MGM de 1956 de la pel·lícula del mateix títol de 1925 de la Paramount. (Una altra versió de la pel·lícula s'havia estrenat el 1930 com One Romantic Night). La pel·lícula és una comèdia romàntica dirigida per Charles Vidor, produïda per Dore Schary d'un guió de John Dighton basat en l'obra de Ferenc Molnár. La música original era de Bronislau Kaper, la fotografia de Joseph Ruttenberg i Robert Surtees, la direcció artística de Randall Duell i Cedric Gibbons i el disseny de vestuari de Helen Rose. Els protagonistes són Grace Kelly, Alec Guinness i Louis Jourdan amb Agnes Moorehead, Jessie Royce Landis, Brian Aherne, Leo G. Carroll, Estelle Winwood i Robert Coote.

## Argument
La princesa Alexandra (Grace Kelly) és la princesa, el seu cosí el príncep hereu, Albert, interpretat per Alec Guinness, i el tutor dels seus germans, un plebeu per qui pensa que pot sentir més afecte que pel príncep, és interpretat per Louis Jourdan.
Els parents de la princesa – interpretats per Jessie Royce Landis, Estelle Winwood, i Brian Aherne - són còmicament excèntrics, i Agnes Moorehead, com la reina que apareix prop del final, és irritable. Leo G. Carroll fa de majordom. Van Dyke Parks també apareix en aquesta pel·lícula.
La princesa Alexandra és urgida per la seva mare a acceptar Albert de manera que la seva família pugui recobrar un tron que els havia pres Napoleó. La princesa Alexandra intenta guanyar l'atenció d'Albert. La mare d'Alexandra l'insta a mostrar interès en el tutor, Mr. Agi, per posar gelós Albert i estimular la seva proposta.
Quan Alexandra convida Agi al ball de comiat del príncep hereu, accepta frisós. Més tard quan estan ballant apareix un gelós Albert que sembla més interessat a tocar el baix en l'orquestra.
Més tard, Agi li diu a Alexandra el que sent. Ella li diu que era tot un estratagema per aconseguir que Albert se li declari i sospitava que ell sentia això. S'adona que ella sent alguna cosa per ell però la rebutja. Albert ve a esbrinar sobre aquesta situació i està una mica pres aback. Albert i Agi s'insulten. Agi llavors crida i intenta marxar l'endemà al matí.

## Repartiment
- Grace Kelly: La princesa Alexandra
- Alec Guinness: El príncep Albert
- Louis Jourdan: El doctor Nicholas Agi
- Agnes Moorehead: La reina Maria Dominika
- Jessie Royce Landis: La princesa Beatrix
- Brian Aherne: El pare Carl Hyacinth
- Leo G. Carroll: Caesar
- Doris Lloyd: La comtessa Sibenstoyn
- Robert Cotreu: El capità Wunderlich